# ديرموت غالاغر
ديرموت غالاغر (بالإنجليزية: Dermot Gallagher) ، حكم كرة قدم إنجليزي دولي. ولد في 20 مايو 1957
و قد حكم في كأس الأمم الأوروبية لكرة القدم 1996.

## روابط خارجية
- ديرموت غالاغر على موقع Soccerway.com (الإنجليزية)